# Алексєєв Віктор Петрович
Віктор Петрович Алексєєв (1909, місто Людиново Калузької губернії, тепер Калузької області, Російська Федерація — 1969, місто Москва, тепер Російська Федерація) — радянський діяч, 2-й секретар Московського обласного комітету ВКП(б). Депутат Верховної Ради СРСР 3-го скликання. 

## Життєпис
Народився в родині робітника Людиновського локомобілебудівного заводу Петра Алексєєва. Закінчив професійно-технічну школу в місті Людиново. Трудову діяльність розпочав розмітником по металу на Людиновському локомобілебудівному заводі. Вступив до комсомолу.
З 1929 року навчався в енергетичному технікумі в Москві.
Член ВКП(б) з 1932 року.
У 1933—1937 роках — у Всесоюзному науково-дослідному інституті механізації і електрифікації сільського господарства. 
З 1937 року працював директором експериментального заводу в Московській області. Одночасно закінчив інститут та здобув спеціальність інженера-електрика.
У 1940—1946 роках — секретар Ухтомського міського комітету ВКП(б) Московської області.
У 1946—1950 роках — завідувач відділу машинобудування Московського обласного комітету ВКП(б).
26 січня 1950 — 4 січня 1951 року — 2-й секретар Московського обласного комітету ВКП(б).
Потім працював начальником тресту «Мособлелектро».
Подальша доля невідома.
Помер 1969 року в Москві.